# 桃浦新村駅
座標: 北緯31度16分57秒 東経121度21分07秒 / 北緯31.28250度 東経121.35194度
桃浦新村駅（とうほしんそんえき、中文表記: 桃浦新村站）は中華人民共和国上海市普陀区桃浦鎮武威路白麗新村に位置する上海地下鉄11号線の駅。

## 概要
計画段階では白麗新村駅（白丽新村站）と呼ばれていた。

## 駅構造
- 島式ホーム1面2線の地下駅。ホームドア設置。

| 地下 一階  |                                    |
|            | ←■11号線江蘇路方面（武威路駅）     |
| 島式ホーム |                                    |
|            | →■11号線嘉定北・安亭方面（南翔駅） |

## 駅出口
- 1号出口 - 武威路北側、紅棉路西
- 2号出口 - 武威路南側、紅棉路西
- 4号出口 - 武威路北側、白麗路東

## 駅周辺
駅周辺には、百貨店やマクドナルド、ウォルマートがあります。また、屋台などもあり、甘栗などを購入することができます。バス停も近くにあります。
バスは赤色です

## 歴史
- 2009年12月31日 - 開業。

## 隣の駅
上海地下鉄
■11号線
武威路駅 - 桃浦新村駅 - 南翔駅